# Lonicera spinosa
Lonicera spinosa är en kaprifolväxtart som först beskrevs av Venceslas Victor Jacquemont och Joseph Decaisne, och fick sitt nu gällande namn av Wilhelm Gerhard Walpers. Lonicera spinosa ingår i släktet tryar, och familjen kaprifolväxter. Inga underarter finns listade i Catalogue of Life.